# Children, Go Where I Send Thee
Children, Go Where I Send Thee är en spiritualsång som antas ha afroamerikanskt ursprung. Den är en kumulativ räknesång med flera bibliska referenser, och sjungs ofta som julsång. Den har spelats in av flera olika artister.

### Fotnoter
1. ↑  ”Lyrics and meanings for "Children, Go Where I Send Thee"” (på engelska). Mount Mitchells förenade metodistkyrka. Arkiverad från originalet den 22 december 2015. https://web.archive.org/web/20151222100538/https://mtmitchellumc.globat.com/misc/childrengowhereisendtheelyricsandmeanings.pdf. Läst 21 december 2015.